# NHL Winter Classic 2009
L'NHL Winter Classic 2009, conosciuta per motivi di sponsorizzazione come Bridgestone NHL Winter Classic 2009, è stata la seconda edizione dell'NHL Winter Classic, partita a cadenza annuale di hockey su ghiaccio all'aperto organizzata della National Hockey League (NHL). Svoltasi il 1º gennaio 2009, al Wrigley Field di Chicago, nell'Illinois, la partita valevole per la regular season vide affrontarsi i Chicago Blackhawks, padroni di casa, ed i Detroit Red Wings, nella 701ª partita nella storia della rivalità fra le due squadre della Central Division. I Capitals ebbero la meglio nella sfida per 6-4, nonostante uno svantaggio al termine del primo periodo di 3-1. Questo fu il primo Winter Classic a coinvolgere almeno una squadra fra le fondatrici della NHL, le "Original Six", ed il primo ad essersi svolto fra formazioni della Western Conference.
La NHL in occasione della partita allestì di fronte al Wrigley Field una cosiddetta "Spectator Plaza", all'incrocio fra la West Waveland Street e la North Clark Street. Tale impianto servi per la vendita di biglietti, ospitò concerti dal vivo, giochi a tema, sculture di ghiaccio ed altre forme di intrattenimento come contorno al Winter Classic.

## Scelta della sede

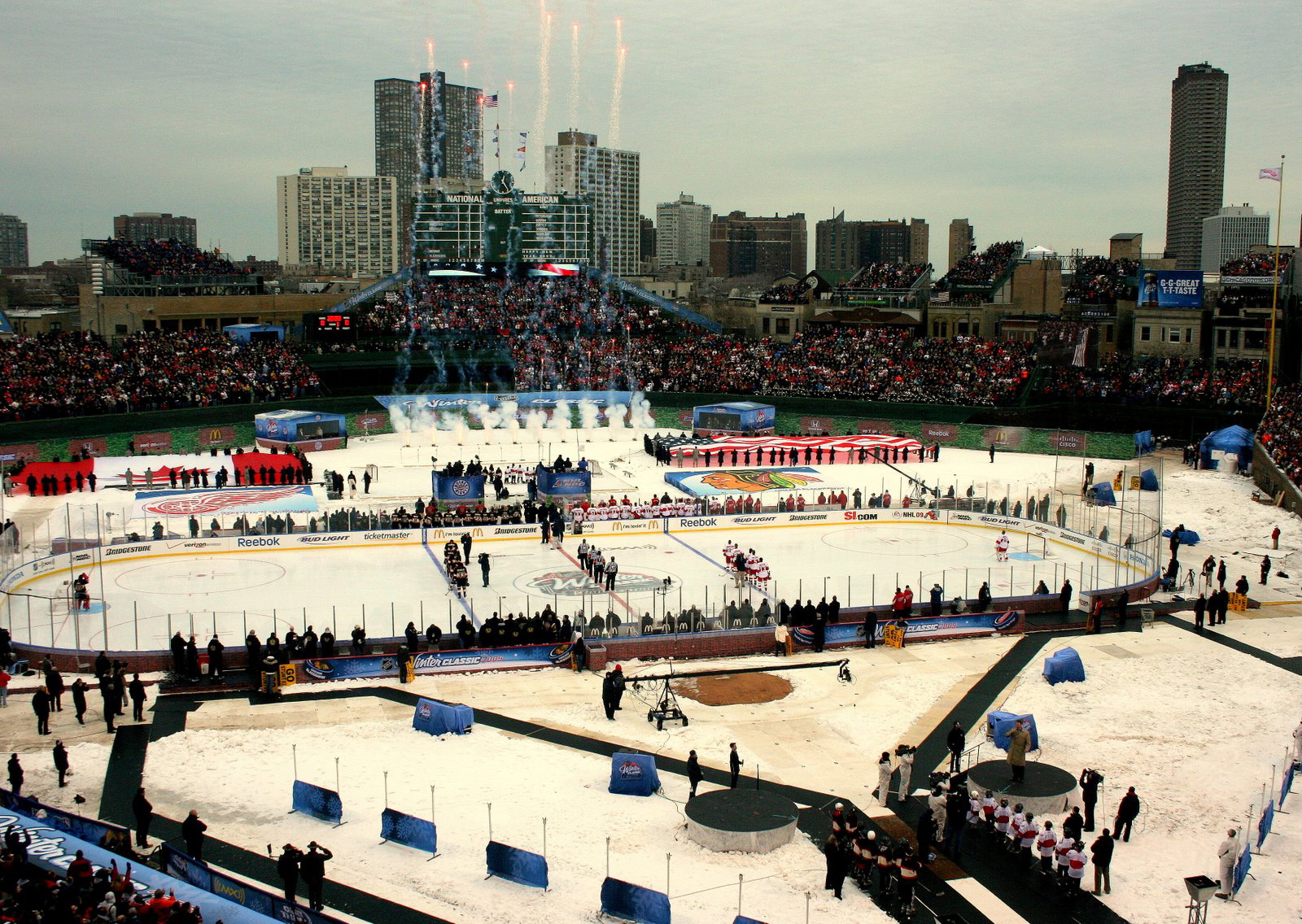
Vista del campo prima dell'inizio dell'incontro.

Il 29 maggio 2008 la TSN dichiarò come Chicago fosse stata scelta per ospitare il Winter Classic scavalcando la concorrenza di New York. Se si fosse giocato a New York la partita si sarebbe svolta nel vecchio Yankee Stadium, stadio che ospitò i New York Yankees dal 1923 al 2008. Problemi logistici costrinsero New York a ritirarsi poiché lo Yankee Stadium era di lì ad essere abbattuto; la demolizione dell'impianto cominciò infatti il 21 settembre 2008.
Il Beaver Stadium, sede della squadra di football americano dell'Università della Pennsylvania, fu anch'essa presa in considerazione, nella situazione in cui però le squadre coinvolte fossero state o i Pittsburgh Penguins o i Philadelphia Flyers; dato che i Penguins avevano già giocato la prima edizione del Winter Classic, tale scenario per il 2009 fu abbandonato.
Fonti ufficiali riportarono la scelta del Soldier Field come sede della partita, tuttavia i Chicago Bears obiettarono dichiarando il bisogno di avere a disposizione il Soldier Field nell'eventualità di dover ospitare una partita di playoff della National Football League nel fine settimana successivo. Il 6 luglio il Minneapolis Star Tribune affermò come fosse stato scelto per ospitare il Winter Classic il Wrigley Field, casa dei Chicago Cubs. Il 16 luglio, in occasione della pubblicazione dei calendari per la stagione 2009-2010, i Blackhawks e la NHL confermarono il luogo e la data. Mai si disputò una partita di hockey su ghiaccio nella storia del Wrigley Field, ed in aggiunta la pista fu resa accessibile alla comunità fino al 4 gennaio con un biglietto d'ingresso pari a 10$, i quali sarebbero stati donati in beneficenza dai Chicago Cubs.

## Uniformi
Per l'occasione i Detroit Red Wings indossarono una versione rivisitata delle divise indossate dai Detroit Cougars nella stagione 1926-1927, la loro prima apparizione nella National Hockey League, ma con la presenza sulla maglia del logo moderno, la ruota alata. I Blackhawks invece indossarono un incrocio fra le loro divise ufficiali delle stagioni 1936–1937 e 1937–1938.

## Pre-partita
Gli inni nazionali prima dell'inizio dell'incontro furono cantati da Scott Newlands (O Canada) e da Jim Cornelison (The Star-Spangled Banner).
Come nell'edizione del 2008 nel Ralph Wilson Stadium, la NHL annunciò la possibilità di invertire lo schieramento delle squadre sul ghiaccio in caso di condizioni meteorologiche avverse. Tenendo conto soprattutto del forte vento in occasione dell partite di baseball al Wrigley Field, le squadre effettuarono lo scambio a metà del terzo periodo. L'anno prima sempre a metà del terzo periodo vi fu il cambio-campo a causa della neve.

## Partita
I primi tre gol della partita furono dovuti a situazioni di powerplay. I Red Wings, già in inferiorità numerica, schierarono per errore un uomo in più sul ghiaccio, e per questo furono costretti ad una doppia inferiorità. L'ala rookie Kris Versteeg segnò la prima rete dell'incontro per i Blackhawks con ancora tre secondi di doppia superiorità numerica. Mikael Samuelsson pareggiò in seguito la partita sfruttando una penalità attribuita a Dustin Byfuglien, una delle tante penalità del primo periodo. Martin Havlát sfruttò un altro errore dei Red Wings segnando in powerplay grazie ad un disimpegno sbagliato da Brett Lebda. Il 3-1 per Chicago fu marcato da Ben Eager.
Detroit rimontò nel periodo centrale Chicago grazie ad una doppietta di Jiří Hudler e ad un gol di Pavel Dacjuk. Nel terzo periodo i Red Wings portarono il parziale sul 5-0 grazie alla rete del difensore Brian Rafalski, arrivata in situazione di powerplay. Dopo 17 secondi Brett Lebda segnò il sesto gol, costringendo Cristobal Huet ad uscire dalla porta dei Blackhawks per essere sostituito da Nikolaj Chabibulin. Nel 16:36 minuti di gioco, Khabibulin parò tutti i 13 tiri contro la sua porta, dopo che Huet ne aveva salvati 24 su 30. Duncan Keith ancora una volta in powerplay segnò per Chicago il gol del 6-4. Conklin per i Red Wings parò 33 tiri su 37.

### Referto della partita
| Arbitri: | Bill McCreary Tim Peel |

| |            | |
| (H. Zetterberg, M. Hossa, PP) M. Samuelsson 09:50 (M. Hossa, H. Zetterberg) J. Hudler 21:14 (B. Rafalski, N. Lidström) J. Hudler 32:43 (J. Franzén, B. Rafalski) P. Dacjuk 37:17 (J. Hudler, T. Holmström, PP) B. Rafalski 43:07 (H. Zetterberg, M. Hossa) B. Lebda 51:59 | Marcatori  | 03:24 K. Versteeg (M. Havlát, B. Seabrook, PP) 12:37 M. Havlát (K. Versteeg, B. Campbell, PP) 19:18 B. Eager (M. Havlát) 59:50 D. Keith (P. Sharp, J. Toews, PP) |
| P. Dacjuk - Aggancio - 00:37 - 2min J. Hudler - Troppi uomini sul ghiaccio - 2:06 - 2min B. Lebda - Ritardo del gioco - 11:27 - 2min A. Lilja - Eccessiva durezza - 13:01 - 2min M. Hossa - Ostruzione sul portiere - 24:28 - 2min V. Filppula - Trattenuta - 59:07 - 2min | Penalità   | 2min - 04:52 - Colpo col bastone - B. Eager 2min - 07:53 - Eccessiva durezza - D. Byfuglien 2min - 24:35 - Bastone alto - J. Toews 2min - 30:42 - Sgambetto - B. Campbell 2min - 42:20 - Trattenuta - J. Wisniewski |
| 29 - P - Ty Conklin 3 - D - Andreas Lilja 5 - D - Nicklas Lidström (C) 8 - AD - Daniel Cleary 13 - C - Pavel Dacjuk 18 - AD - Kirk Maltby 22 - D - Brett Lebda 23 - D - Brad Stuart (A) 24 - D - Chris Chelios 26 - AS - Jiří Hudler (A) 28 - D - Brian Rafalski 30 - P - Chris Osgood 33 - C - Kris Draper (A) 37 - AD - Mikael Samuelsson 40 - C - Henrik Zetterberg (A) 51 - C - Valtteri Filppula 55 - D - Niklas Kronwall 81 - AD - Marián Hossa 93 - AS - Johan Franzén 96 - AD - Tomas Holmström | Formazioni | Nikolaj Chabibulin - P - 39 Duncan Keith (A) - D - 2 Brent Seabrook - D - 7 Matt Walker - D - 8 Patrick Sharp (A) - C - 10 Andrew Ladd - AS - 16 Jonathan Toews (C) - C - 19 Troy Brouwer - C - 22 Martin Havlát - AD - 24 Cam Barker - D - 25 Craig Adams - AD - 28 Kris Versteeg - AS - 32 Dustin Byfuglien - AS - 33 Dave Bolland - C - 36 Cristobal Huet - P - 38 James Wisniewski - D - 43 Colin Fraser - C - 46 Brian Campbell - D - 51 Ben Eager - AS - 55 Patrick Kane- AD - 88 |
| Mike Babcock | Allenatori | Joel Quenneville |